# Bertil Daneholt
Per Bertil Edvard Daneholt, född 1940 i Borås Gustav Adolfs församling, Älvsborgs län, är en svensk medicinsk forskare, verksam vid Karolinska institutet.
Daneholt disputerade 1970 och är professor i molekylär genetik vid Karolinska institutet. Han är ledamot av Vetenskapsakademien.

### Fotnoter
1. ↑  Daneholt, Bertil (1970) (på engelska). DNA and heterogeneous, high molecular weight RNA in polytene chromosomes of chironomus tentans. Sthlm. Libris 8080903